# Michael Schilchegger
Michael Schilchegger (* 4. August 1985 in Salzburg) ist ein österreichischer Politiker der Freiheitlichen Partei Österreichs (FPÖ). Vom 7. März 2019 bis zum 22. Oktober 2021 war er vom Oberösterreichischen Landtag entsandtes Mitglied des Österreichischen Bundesrates. Seit dem 24. Oktober 2024 ist er Abgeordneter zum Nationalrat.

## Leben
Michael Schilchegger absolvierte nach der Pflichtschule und der Matura am Bundesrealgymnasium Salzburg den Präsenzdienst als Einjährig-Freiwilliger (2003/04). Anschließend studierte er an der Universität Salzburg Rechtswissenschaften und Politikwissenschaft, die beiden Studien beendete er 2008 als Mag. iur. bzw. 2010 als Mag. phil. Von 2010 bis 2012 war er Universitätsassistent am Institut für Staatsrecht und Politische Wissenschaften der Abteilung für Öffentliches Unternehmensrecht an der Universität Linz, wo er 2012 zum Doktor der Rechte promovierte. Ab 2012 war Schilchegger Rechtsanwaltsanwärter in Linz, seine Gerichtspraxis absolvierte er 2013 am Bezirksgericht und Landesgericht Linz. Die Rechtsanwaltsprüfung legte er im Februar 2015 ab, seitdem ist er als Rechtsanwalt tätig.
Schilchegger ist Alter Herr der Akademischen Burschenschaft Arminia Czernowitz zu Linz, deren Altherrenverein er von 2015 bis 2018 vorstand, und der Akademischen Burschenschaft Markomannia zu Linz.

## Politik
In St. Magdalena fungiert Schilchegger als FPÖ-Ortsparteiobmann. Nach der Gemeinderatswahl 2015 gehörte er ab dem 12. November 2015 dem Gemeinderat der Stadt Linz an, wo er Mitglied des Ausschusses für Finanzen, Innovation und Verfassung sowie des Kontrollausschusses war.
Nach dem Ausscheiden von Detlef Wimmer aus dem Linzer Stadtrat mit 7. März 2019 rückte für diesen Markus Hein als Vizebürgermeister nach. Für Hein wurde Michael Raml Linzer Stadtrat, das Bundesratsmandat von Michael Raml übernahm Michael Schilchegger. Anstelle von Schilchegger zog Wimmers Büroleiter Zeljko Malesevic in den Gemeinderat ein. Wimmer soll in die neu gegründete Anwaltskanzlei von Michael Schilchegger eintreten.
Nach der Landtagswahl 2021 schied Schilchegger aus dem Bundesrat aus. Für die Nationalratswahl 2024 wurde er Spitzenkandidat der Linzer FPÖ. In der konstituierenden Sitzung der XXVIII. Gesetzgebungsperiode wurde er als Abgeordneter zum Nationalrat angelobt.